# Glycine argyrea
Glycine argyrea är en ärtväxtart som beskrevs av Mary Douglas Tindale. Glycine argyrea ingår i släktet sojabönor, och familjen ärtväxter. Inga underarter finns listade i Catalogue of Life.